# Fate of Nations
Albums de Robert Plant
Manic Nirvana
(1990) No Quarter: Jimmy Page and Robert Plant Unledded
(1994)
Singles
1. 29 Palms
Sortie : mai 1993
2. I Believe
Sortie : juin 1993
3. Calling to You
Sortie : 1993
4. If I Were a Carpenter
Sortie : décembre 1993

Fate of Nations est le sixième album studio du chanteur anglais Robert Plant. Il sort le 25 mai 1993 sur le label Fontana Records et est produit par Robert Plant et Chris Hughes.

## Historique
Cet album est enregistré fin 1992 et début 1993 dans les RAK Studios de Londres,Sawmills Studios de Golant dans les Cornouailles et les Monnow Valley Studios de Monmouth au Pays de Galles.
Le titre I Believe est un hommage à son fils Karac, décédé en 1977 à l'âge de cinq ans.
L'album se classe 6e au UK Albums Chart et 34e au Billboard 200.
En 2007, une réédition remastérisée, avec cinq titres bonus, est publiée par Rhino Entertainment.

## Titres
| No  | Titre                                                      | Auteur                                         | Durée |
| --- | ---------------------------------------------------------- | ---------------------------------------------- | ----- |
| 1.  | Calling to You                                             | Chris Blackwell, Robert Plant                  | 5:48  |
| 2.  | Down to the Sea                                            | Charlie Jones, Plant                           | 4:00  |
| 3.  | Come Into My Life                                          | Blackwell, Doug Boyle, Kevin MacMichael, Plant | 6:32  |
| 4.  | I Believe                                                  | Phil Johnstone, Plant                          | 4:32  |
| 5.  | 29 Palms                                                   | Blackwell, Boyle, Johnstone, Jones, Plant      | 4:51  |
| 6.  | Memory Song (Hello Hello)                                  | Boyle, Jonstone, Jones, Plant                  | 5:22  |
| 7.  | If I Were a Carpenter                                      | Tim Hardin                                     | 3:45  |
| 8.  | Colours of a Shade (Uniquement dans l'édition britannique) | Plant, Johnstone, Blackwell, Allcock           | 4:43  |
| 9.  | Promised Land                                              | Johnstone, Plant                               | 4:59  |
| 10. | The Greatest Gift                                          | Blackwell, Jonstone, Jones, MacMichael, Plant  | 6:51  |
| 11. | Great Spirit                                               | Johnstone, MacMichael, Plant                   | 5:27  |
| 12. | Network News                                               | Blackwell, Plant                               | 6:40  |

| 12. | Colours of a Shade          | Plant, Johnstone, Blackwell, Allcock      | 4:45 |
| 13. | Great Spirit (Acoustic mix) | MacMichael, Johnstone, Plant              | 3:54 |
| 14. | Rollercoaster (Demo)        | Jones, Blackwell, Boyle, Johnstone, Plant | 4:01 |
| 15. | 8:05                        | Don Stevenson, Jerry Miller               | 1:49 |
| 16. | Dark Moon (acoustic)        | Rainer Ptacek, Plant                      | 4:57 |

## Charts & certifications

### Album
Charts album
| Pays             | Durée du classement | Meilleur classement | Date            |
| ---------------- | ------------------- | ------------------- | --------------- |
| Allemagne        | 9 semaines          | 56e                 | 19 juillet 1993 |
| Australie        | 4 semaines          | 37e                 | 4 juillet 1993  |
| Canada           | 30 semaines         | 12e                 | 19 juin 1993    |
| États-Unis       | 24 semaines         | 34e                 | 19 juin 1993    |
| Nouvelle-Zélande | 8 semaines          | 10e                 | 8 août 1993     |
| Pays-Bas         | 7 semaines          | 38e                 | 26 juin 1993    |
| Royaume-Uni      | 8 semaines          | 6e                  | 5 juin 1993     |
| Suède            | 4 semaines          | 19e                 | 16 juin 1993    |
| Suisse           | 2 semaines          | 32e                 | 20 juin 1993    |

Certifications
| Pays        | Association  | Certification | Ventes    | Date            |
| ----------- | ------------ | ------------- | --------- | --------------- |
| Canada      | Music Canada | Or            | 50 000+   | 24 août 1993    |
| États-Unis  | RIAA         | Or            | 500 000 + | 7 décembre 1993 |
| Royaume-Uni | BPI          | Argent        | 60 000 +  | 1er juin 1993   |

### Singles
| Single                | Chart                  | Durée du classement | Position | Date              |
| --------------------- | ---------------------- | ------------------- | -------- | ----------------- |
| Calling to You        | Mainstream Rock Tracks | 10 semaines         | 3e       | 22 mai 1993       |
| Calling to You        | RPM Top Singles        | 8 semaines          | 11e      | 19 juin 1993      |
| 29 Palms              | Mainstream Rock Tracks | 20 semaines         | 4e       | 31 juillet 1993   |
| 29 Palms              | Single Top 100         | 9 semaines          | 73e      | 2 août 1993       |
| 29 Palms              | RPM Top Singles        | 17 semaines         | 11e      | 11 septembre 1993 |
| 29 Palms              | RMNZ Singles Top40     | 7 semaines          | 20e      | 8 août 1993       |
| 29 Palms              | UK Singles Chart       | 5 semaines          | 21e      | 15 mai 1993       |
| 29 Palms              | Sverigetopplistan      | 2 semaines          | 28e      | 16 juin 1993      |
| I Believe             | Mainstream Rock Tracks | 9 semaines          | 9e       | 30 octobre 1993   |
| I Believe             | RPM Top Singles        | 8 semaines          | 32e      | 6 novembre 1993   |
| I Believe             | UK Singles Chart       | 2 semaines          | 64e      | 15 mai 1993       |
| If I Were a Carpenter | RPM Top Singles        | 10 semaines         | 50e      | 21 février 1994   |
| If I Were a Carpenter | UK Singles Chart       | 2 semaines          | 63e      | 25 décembre 1993  |